# Hocking County
Hocking County ist ein County im Bundesstaat Ohio der Vereinigten Staaten. Der Verwaltungssitz (County Seat) ist Logan.

## Geographie
Das County liegt im mittleren Süden von Ohio und hat eine Fläche von 1097 Quadratkilometern, wovon zwei Quadratkilometer Wasserfläche sind. Es grenzt im Uhrzeigersinn an folgende Countys: Perry County, Athens County, Vinton County, Ross County, Pickaway County und Fairfield County.

## Geschichte

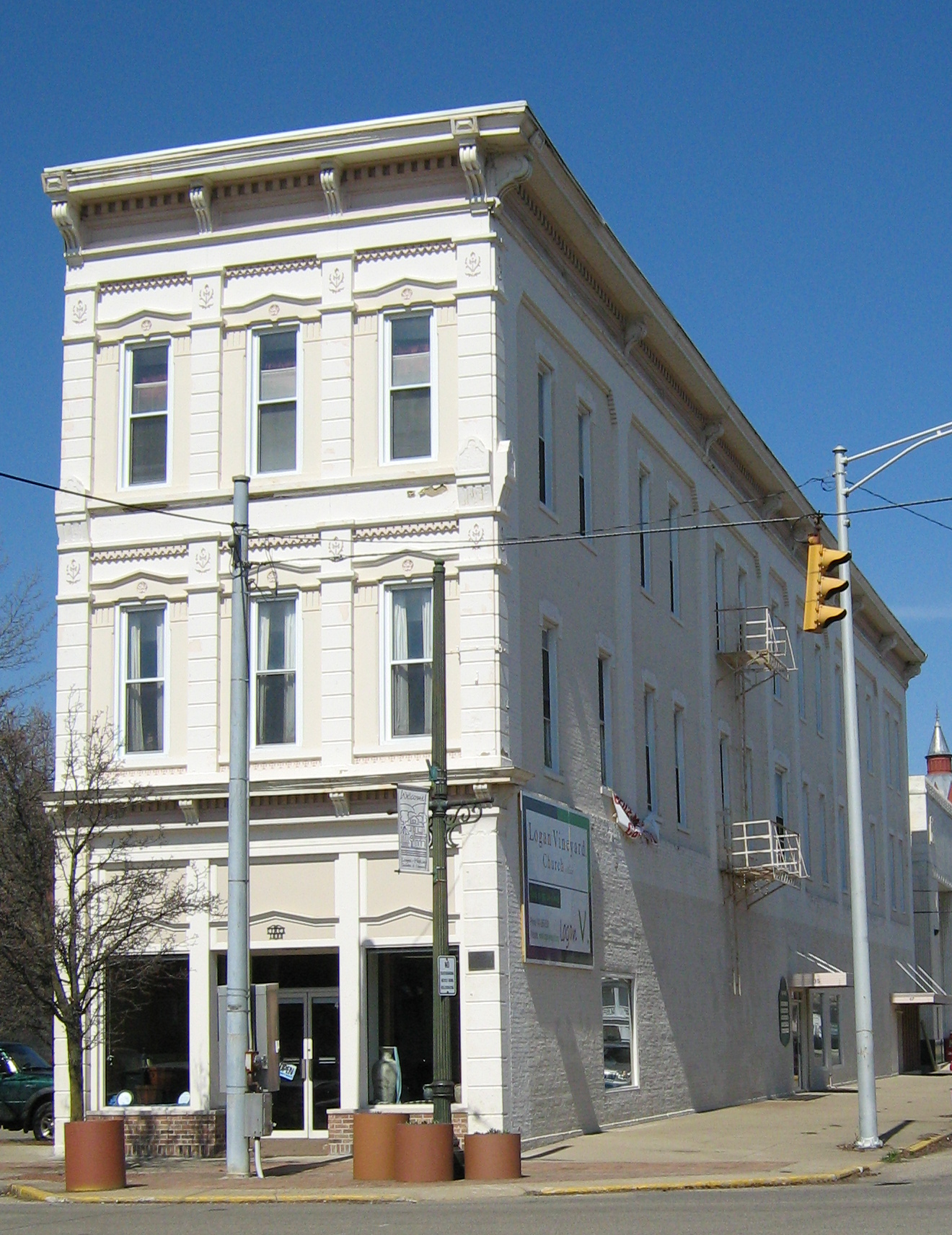
Das McCarthy-Blosser-Dillon Building (2009) ist einer von zwölf Einträgen des Countys im National Register of Historic Places.

Hocking County wurde am 3. Januar 1818 aus Teilen des Athens-, Fairfield- und Ross County gebildet. Benannt wurde es nach dem Hocking River, der in dieser Gegend verläuft.
Zwölf Bauwerke und Stätten des Countys sind im National Register of Historic Places eingetragen (Stand 5. April 2018).

## Demografische Daten

Alterspyramide des Hocking County

Nach der Volkszählung im Jahr 2000 lebten im Hocking County 28.241 Menschen in 10.843 Haushalten und 7.828 Familien. Die Bevölkerungsdichte betrug 26 Einwohner pro Quadratkilometer. Ethnisch betrachtet setzte sich die Bevölkerung zusammen aus 97,54 Prozent Weißen, 0,92 Prozent Afroamerikanern, 0,29 Prozent amerikanischen Ureinwohnern, 0,08 Prozent Asiaten und 0,08 Prozent aus anderen ethnischen Gruppen; 1,09 Prozent stammten von zwei oder mehr Ethnien ab. 0,44 Prozent der Bevölkerung waren spanischer oder lateinamerikanischer Abstammung.
Von den 10.843 Haushalten hatten 33,5 Prozent Kinder und Jugendliche unter 18 Jahre, die bei ihnen lebten. 58,3 Prozent waren verheiratete, zusammenlebende Paare, 9,5 Prozent waren allein erziehende Mütter, 27,8 Prozent waren keine Familien, 23,7 Prozent waren Singlehaushalte und in 10,0 Prozent lebten Menschen im Alter von 65 Jahren oder darüber. Die Durchschnittshaushaltsgröße betrug 2,54 und die durchschnittliche Familiengröße lag bei 2,98 Personen.
Auf das gesamte County bezogen setzte sich die Bevölkerung zusammen aus 25,5 Prozent Einwohnern unter 18 Jahren, 8,1 Prozent zwischen 18 und 24 Jahren, 28,3 Prozent zwischen 25 und 44 Jahren, 25,0 Prozent zwischen 45 und 64 Jahren und 13,1 Prozent waren 65 Jahre alt oder darüber. Das Durchschnittsalter betrug 38 Jahre. Auf 100 weibliche Personen kamen 99,3 männliche Personen. Auf 100 Frauen im Alter von 18 Jahren oder darüber kamen statistisch 97,9 Männer.
Das jährliche Durchschnittseinkommen eines Haushalts betrug 34.261 USD, das Durchschnittseinkommen der Familien betrug 40.888 USD. Männer hatten ein Durchschnittseinkommen von 31.951 USD, Frauen 24.123 USD. Das Prokopfeinkommen betrug 16.095 USD. 10,3 Prozent der Familien und 13,5 Prozent der Bevölkerung lebten unterhalb der Armutsgrenze. Davon waren 15,8 Prozent Kinder oder Jugendliche unter 18 Jahre und 14,5 Prozent waren Menschen über 65 Jahre.